# HMS Duke of York (17)
La HMS Duke of York (Pennant number 17) è stata una nave da battaglia Classe King George V della Royal Navy e la seconda con questo nome. La prima Duke of York era stato un cutter da 4 cannoni comprato nel 1763 e venduto nel 1766. Inizialmente la nave doveva chiamarsi Anson ma nel dicembre 1938 adottò il nome definitivo.

## Storia
Venne impostata nei cantieri John Brown & Company a Clydebank, in Scozia, il 5 maggio 1937 e varata il 28 febbraio 1940, pochi mesi dopo l'inizio della seconda guerra mondiale. Entrò in servizio troppo tardi per partecipare alla caccia alla Bismarck e alle altre battaglie seguite alle uscite in mare aperto delle navi da guerra tedesche nelle prime battaglie nell'Atlantico della guerra. Durante la sua crociera inaugurale, nel dicembre 1941, imbarcò il Primo Ministro Winston Churchill in viaggio per incontrare il Presidente degli Stati Uniti Franklin D. Roosevelt ad Annapolis, in Maryland, il 22 dicembre seguente. Nel marzo 1942 scortò il convoglio PQ-12 in viaggio per l'Unione Sovietica con l'intenzione di intercettare la nave da battaglia tedesca Tirpitz. Il 6 marzo la Tirpitz uscì in mare aperto, ma non ci fu alcun contatto tra le navi. Durante questo periodo la Duke of York fece parte della Home Fleet. Partecipò a numerose missioni di scorta a convogli Artici a causa della presenza in Norvegia di navi da guerra tedesche che, con la loro sola presenza, costringevano la Royal Navy a scortare pesantemente tutti i convogli.

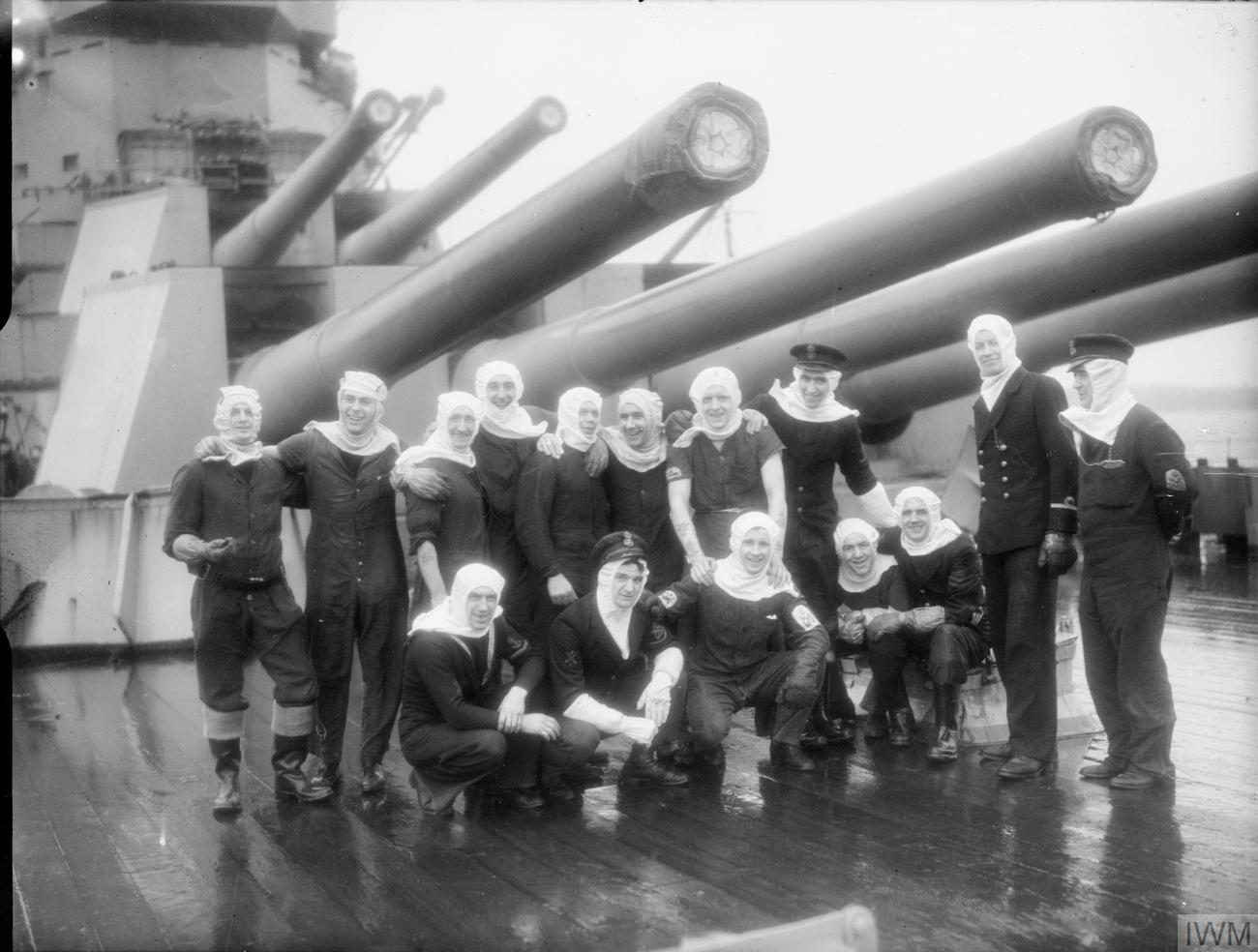
Artiglieri della Duke of York ritratti nel 1944 sotto i pezzi da 356 mm

Una delle navi presenti in Norvegia era l'incrociatore da battaglia Scharnhorst. Durante il passaggio del convoglio JW55B salpò per intercettare i mercantili alleati e nella seguente battaglia, detta battaglia di Capo Nord, la Duke of York mise a segno un colpo fatale per l'incrociatore tedesco, colpito nella sala macchine e quindi immobilizzato ed esposto ai colpi delle navi britanniche. La perdita della Scharnhorst spinse la Kriegsmarine a ritirare tutte le navi di superficie dalla Norvegia, permettendo quindi alla Gran Bretagna di utilizzare la propria flotta in altri teatri di guerra.
Dopo una modernizzazione a Liverpool nel 1944, che incluse il potenziamento dell'armamento antiaereo, la Duke of York venne trasferita in Estremo Oriente nella Flotta del Pacifico per partecipare all'invasione di Okinawa. Al momento della resa giapponese era l'ammiraglia della Flotta del Pacifico.
Dopo la fine della guerra rimase in servizio fino all'aprile 1949. Il 7 settembre 1951 mentre era rimorchiata verso Gareloch per essere demolita entrò in collisione con il traghetto MV Royal Iris al largo di Gladstone Dock, a Liverpool. Il traghetto, fuori controllo, venne spinto dalla marea contro la nave da battaglia; nell'incidente vi furono 60 feriti leggeri e alcuni danni alla sovrastruttura della Royal Iris. La nave, divenuta rapidamente obsoleta e molto costosa per le dimensioni e per il numero di marinai necessari, venne demolita nel 1957 presso la base di Faslane.